# Živko Nikolić

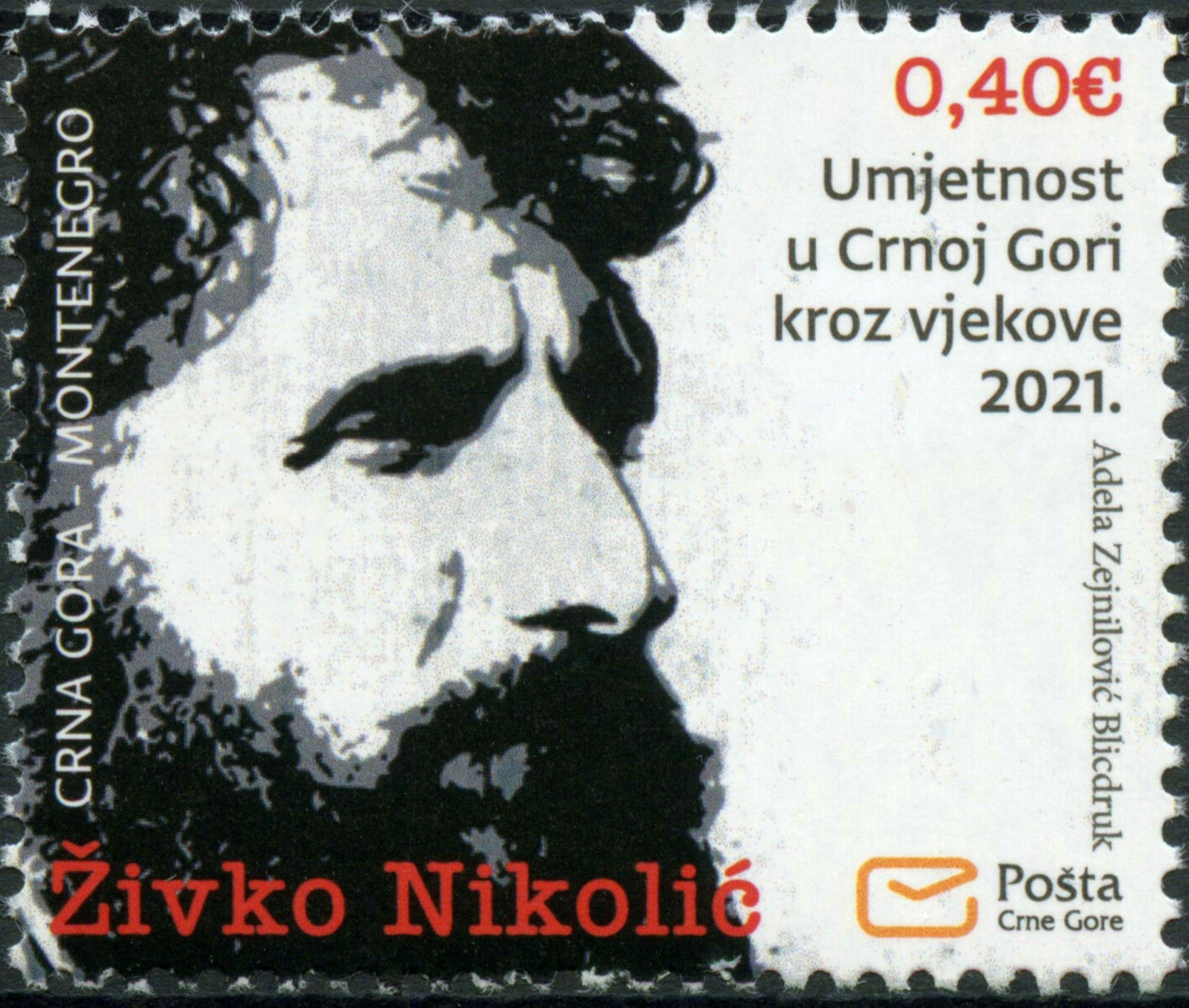
Živko Nikolić på ett frimärke 2021.

Živko Nikolić, född 20 november 1941 i Ozrinići (i kommunen Nikšić) i dåvarande Kungariket Jugoslavien, död 17 augusti 2001 i Belgrad i dåvarande FR Jugoslavien, var en berömd montenegrinsk regissör, som skildrar den karga naturen och traditioner i Montenegro, realistiskt och med kärlek. Han skapade ett antal kritikerrosade filmer, bland annat titlarna "Unseen Wonder" (Čudo neviđeno), "In the name of the people" (U ime naroda) och "The beauty of sin" (Ljepota poroka).